# Earley
Earley è una città di 32 036 abitanti della contea del Berkshire, in Inghilterra.